# Roncus microphthalmus
Roncus microphthalmus är en spindeldjursart som först beskrevs av Daday 1889.  Roncus microphthalmus ingår i släktet Roncus och familjen helplåtklokrypare. Inga underarter finns listade i Catalogue of Life.